# Première bataille de Panjwaye
La première bataille de Panjwaye se déroula en juillet 2006 entre une force composée de Canadiens et de soldats Afghans contre une force d'insurgés.

## Contexte
Le district de Panjwaye fut le lieu durant la seconde moitié du mois de mai 2006 de plusieurs accrochages entre Canadiens et Talibans. Le mois suivant, la zone où les Talibans disposaient d'abris souterrains et fortifiés fut une des cibles de l'opération Mountain Thrust.

## Bataille
À la mi-juillet, Canadiens et Afghans entre dans la vallée pour éliminer les forces talibanes du secteur. Après de violents combats, les Canadiens s'emparent des principales positions talibanes le 12 juillet. Il fallut cependant encore quelques jours de combats supplémentaires pour que les Talibans évacuent la vallée.

## Suites de la bataille
La zone est ensuite évacuée par les Canadiens et les insurgés en profitent pour s'y réinstaller. Cela conduira les deux camps à s'affronter de nouveau lors de la deuxième bataille de Panjwaye.